# Oponický hrad
Oponický hrad je zřícenina hradu na západním výběžku pohoří Tribeč nad obcí Oponice.

## Historie
První písemná zmínka o hradu pochází z roku 1300. Za zakladatele a první vlastníky hradu jsou považováni Čakovci. Po smrti Matúše Čáka se v roce 1329 stal jeho majitelem Mikuláš Gutkeled, od roku 1389 ho vlastnil Dezider Kaplay a od roku 1392 přešel do vlastnictví zakladatele rodu Apponyiů Mikuláše Ewrse.
Husitská vojska v roce 1430 hrad dobyla a poškodila, ale rychle byl opraven. Jeho sláva však postupem času upadala a dostával se do rukou stále chudších majitelů. Díky alespoň základní údržbě však v průběhu 16. a na začátku 17. století odolal tureckému náporu.
K zániku hradu přispěly spory o majetek Apponyiů mezi dvěma bratry, které se vlekly již od roku 1612. Majitelé hrad definitivně opustili v roce 1645 a přestěhovali se do podhradí.

## Stavební podoba
Nejvyšší, původně vysunutá věž z malého hradního areálu se nezachovala. Obvodová hradba, která obkružuje hradní jádro, vytváří předhradí v podobě širšího parkánu. Nejzachovalejší je její západní část, opevnění s mohutnou nárožní baštou.
Hradní ruiny vymezují holé obvodové zdi kolem nádvoří hradu. Rozeznatelná je velká věž opevnění a části konstrukcí hradních paláců a hospodářských budov.